# Мачев, Исмаил
Исмаил Мачев (серб. Исмаил Мачев / Ismail Mačev; 3 января 1960, Скопье — 21 января 2019, Белград) — югославский легкоатлет, специалист по бегу на короткие дистанции. Выступал за сборную Югославии по лёгкой атлетике в 1982—1991 годах, двукратный серебряный призёр Средиземноморских игр, серебряный призёр Универсиады, победитель и призёр национальных первенств, рекордсмен Сербии и Македонии, участник летних Олимпийских игр в Сеуле.

## Биография
Исмаил Мачев родился 3 января 1960 года в городе Скопье, Югославия.
Занимался бегом в Белграде в столичном клубе «Црвена Звезда».
Впервые заявил о себе в лёгкой атлетике на взрослом международном уровне в сезоне 1982 года, когда вошёл в основной состав югославской национальной сборной и выступил на чемпионате Европы в Афинах. Стартовал здесь в эстафете 4 × 400 метров, но не смог преодолеть предварительный квалификационный этап.
В 1983 году финишировал шестым в беге на 400 метров на Средиземноморских играх в Касабланке, показанный здесь результат 46,27 секунды ныне считается национальным рекордом Македонии.
На зимнем европейском первенстве 1986 года в Мадриде дошёл на дистанции 400 метров до стадии полуфиналов, тогда как на летнем европейском первенстве в Штутгарте в той же дисциплине остановился уже на предварительном этапе.
В 1987 году в беге на 400 метров дошёл до полуфинала на чемпионате Европы в помещении в Льевене, завоевал серебряную медаль на Средиземноморских играх в Латакии, уступив в финале только испанцу Антонио Санчесу. На соревнованиях в Любляне установил свой личный рекорд в данной дисциплине — 45,83 секунды. На летней Универсиаде в Загребе занял шестое место в индивидуальном беге на 400 метров и стал серебряным призёром в эстафете 4 × 400 метров — позади команды из Соединённых Штатов. Также отметился выступлением на чемпионате мира в Риме, но здесь был далёк от попадания в число призёров.
Благодаря череде удачных выступлений удостоился права защищать честь страны на летних Олимпийских играх 1988 года в Сеуле. В программе бега на 400 метров выбыл из борьбы уже по окончании стартового забега, в то время как в эстафете 4 × 400 метров дошёл до полуфинала.
После сеульской Олимпиады Мачев ещё в течение некоторого времени оставался в составе легкоатлетической команды Югославии и продолжал принимать участие в крупнейших международных соревнованиях. Так, в 1990 году он выступил на домашнем чемпионате Европы в Сплите, где в эстафете 4 × 400 метров стал пятым.
В 1991 году в эстафете 4 × 400 метров выиграл серебряную медаль на Средиземноморских играх в Афинах, показал четвёртый результат на чемпионате мира в Токио.
Завершив спортивную карьеру, работал тренером по лёгкой атлетике в белградском клубе «Ред Стар».
Умер от рака лёгкого 21 января 2019 года в Белграде в возрасте 59 лет.